# 吉田松阴
吉田松阴（日语：／ Yoshida Shōin，1830年9月20日（文政13年8月4日）—1859年11月21日（安政6年10月27日）），名矩方，字義卿，號松陰，又號二十一回猛士，幼名寅之助或大次郎，通稱寅次郎。長州藩武士，名列明治維新的精神領袖及理論奠基者。在井伊直弼镇压尊王攘夷派的“安政大狱”事件中，吉田松阴于安政6年（1859年）八月被解至江户，同年十月廿七日（11月21日）被处死。

## 生平

### 早年
吉田松阴生於日本西南長門國萩藩東面松本村的團子岩（現山口縣萩市椿東椎原），本姓為杉，父親是俸祿二十六石的長州下級藩士杉百合之助。幼名稱作虎之助或大次郎。
天保5年（1834年），入嗣吉田家成為養子，易名吉田寅次郎。翌年，因叔叔吉田大助的早逝而承襲吉田家的職位，成為長州藩毛利家的兵學教習，年俸有57石。
為了履行作為兵學教習的職責，吉田松陰自少便師承叔父玉木文之進的嚴厲教育，學習山鹿流兵法。
天保11年（1840年），向藩主毛利敬親講解《武教全書》戰術篇。兩年後，叔叔玉木文之進開設名為松下村塾的私塾。

### 遊學經過

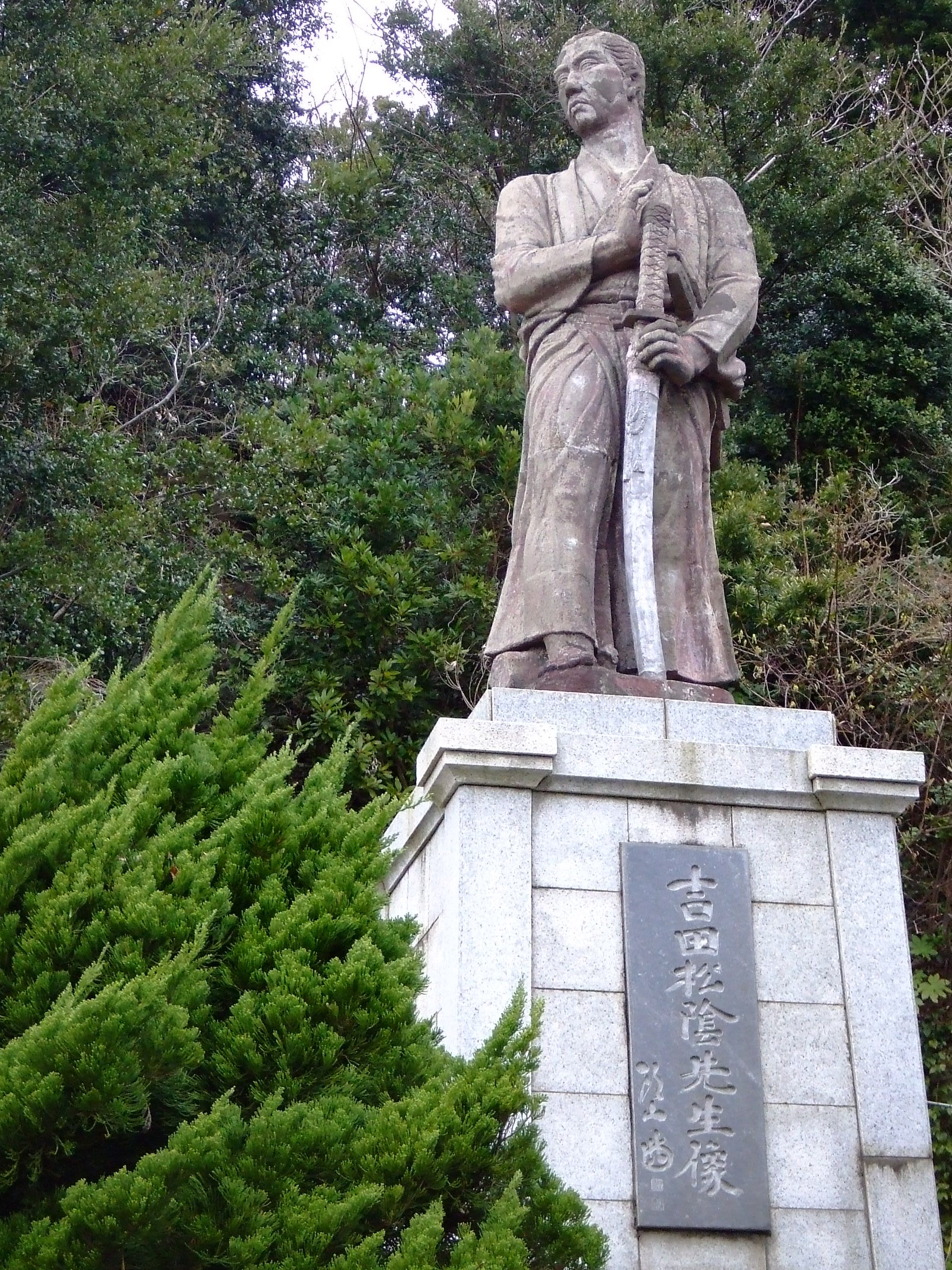
立於下田的吉田松陰先生像

弘化2年（1845年），松陰開始向另一位兵法家山田亦介討教長沼流兵法。在九州的平戶藩遊學後，受命陪同藩主參與參覲交替，前往江戶覲見將軍。在江戶期間，拜受學者佐久間象山，因表現出色而被佐久間象山讚許是二個能令天下大治的人物之一，和佐久間象山門下出色的門生小林虎三郎齊名，因小林的名字和松陰乳名同時有「虎」字，故二人同時被稱許作「象門二虎」。1848年正式成為長州萩藩中聞名全國的藩校明倫館的家學師範。
1851年松陰和肥後出身的朋友宮部鼎藏約定在東北遊學，但由於出藩的手令推遲了發行，於是在沒有手令的情況下便私自脫藩。遊學期間，在水戶藩拜學會澤正志齋，在會津藩參觀藩學日新館，又參觀東北地方的礦山情況。翌年，由於擅自脫藩的罪名而被褫奪俸祿。

### 出國

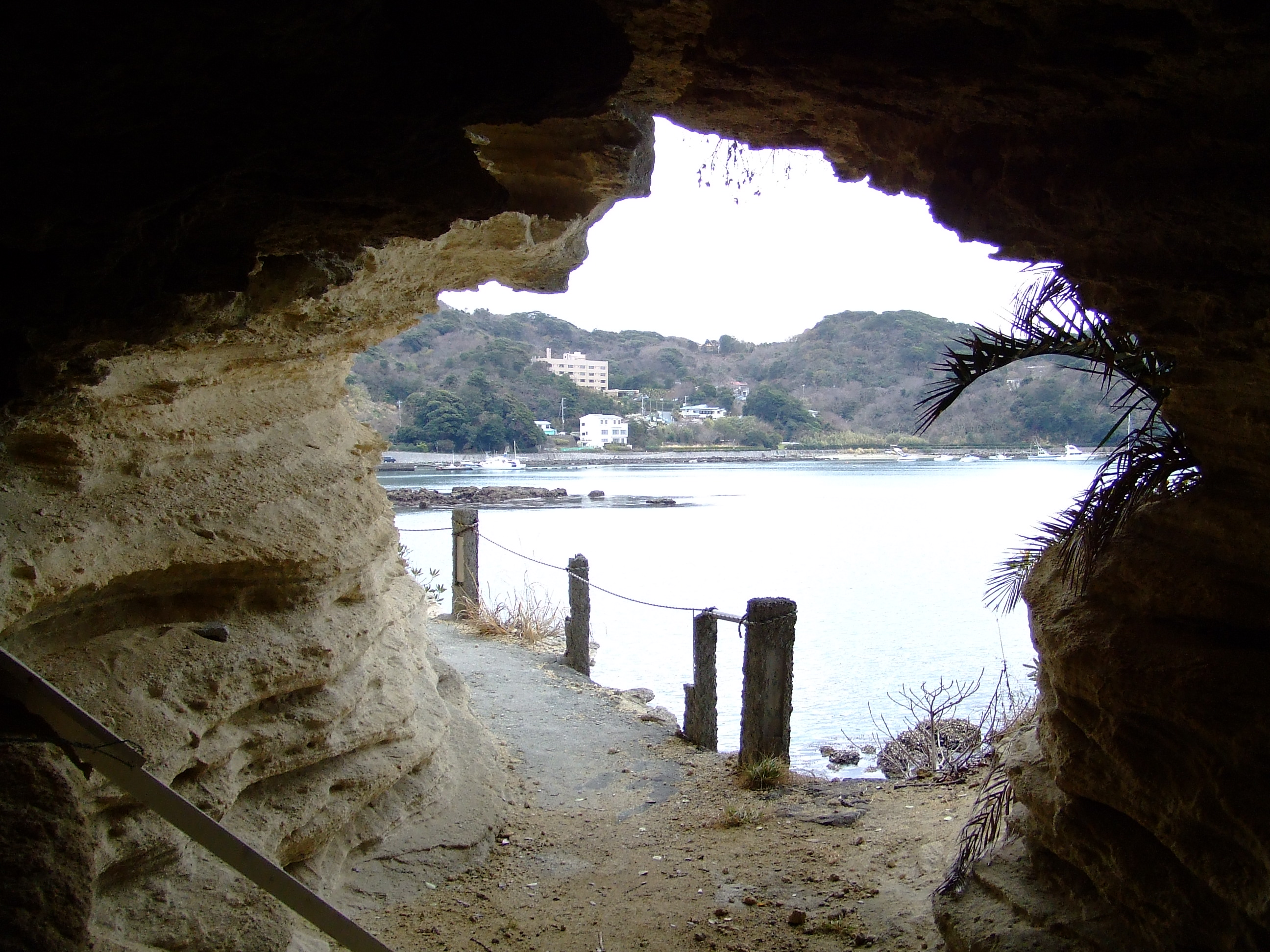
吉田松陰當日前往黑船的海岸

松陰成長環境正值幕末外國屢催迫幕府開國，加上第一次中英戰爭清廷敗戰於英國，更令日本朝野的危機意識增加，松陰亦受當日的危機氛圍所影響。隨著在1851年，魏源增訂的世界地理誌書《海國圖志》流入日本，及1853年美國的水師提督培里准將率黑船來航，希望日本停止鎖國，開國通商，松陰開始打算前往外國留學，遂和同樣的長州藩出身的金子重之輔計劃登上長崎停泊的俄羅斯帝國海軍軍艦前往海外，當時幕府是嚴禁臣民出赴遠洋的。由於當時歐洲爆發了克里米亞戰爭，軍艦提前回航俄國而迫使計劃終止。
翌嘉永七年（1854年），培里提督因聽取江戶幕府對開國的答覆而再臨日本，松陰乘機再次和重之輔開展出國之旅，是年陰曆三月八日（陽曆4月5日）凌晨二時許，二人從伊豆半島南端下田附近的柿崎村（今 靜岡縣下田市）岸邊乘小船，向停泊在下田對開海面的美國艦隊（日人稱之曰「黑船」）前進，希望培里提督准許二人隨美軍軍艦前回美國，以汲取西學新知。鑑於當時培里剛於三月三日（陽曆3月31日）在横濱與德川幕府簽訂《日美和親條約》，不欲牽涉入協助日人偷渡出國而引致和日本的外交糾紛當中，故對二人要求加以婉拒，但承諾替二人保守秘密，其後將二人送回岸上。但事後二人仍選擇立刻向幕府駐下田的奉行自首，四月時被人由下田押解至江戶，十月時又被押返原籍長州服刑。松陰被囚於囚禁武士的野山監獄，並於其中向囚犯們講述倒幕的思想。而陪同松陰的重之輔則因地位較低，被囚於專用於禁錮平民的岩倉獄，翌年次月即病死獄中。

### 講學生涯
在長州藩的野山監獄中，為了改變和他同囚的十一個人的消極意志，於是松陰便向他們講授《孟子》，自始便開始他的講學生涯。1855年正月松陰在野山獄中，訂定名為《士規七則》的武士訓誡，宣示武士應當以五倫為要，忠孝為本，以輔翼君主。同年十二月，被安排由囚禁獄中改作生父杉家中軟禁，講學地亦遷往家中，在家中承叔叔玉木文之進私塾松下村塾之名再行講學，其中很多在幕末參與維新的長州藩人士如：木戶孝允、高杉晉作、伊藤博文、久坂玄瑞、吉田稔麿、山縣有朋等皆曾受教於吉田松陰。

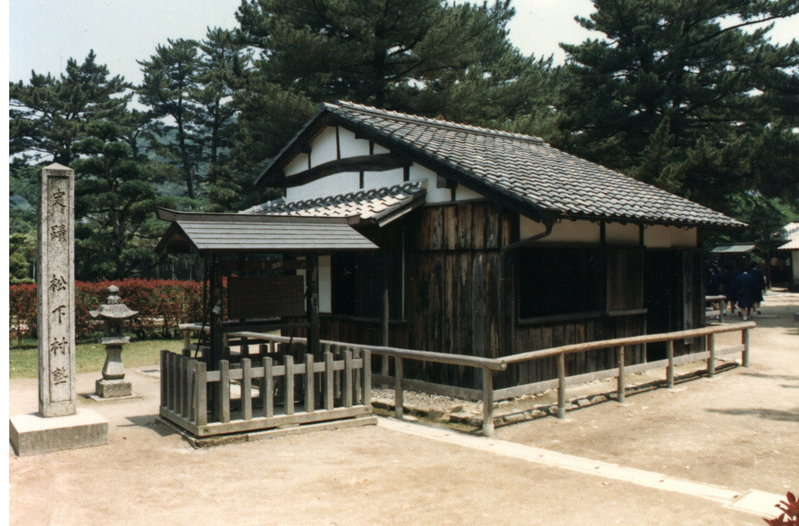
吉田松陰講學之處，松下村塾的遺址

吉田所講授的內容，主要包括中國的經典，如《論語》、《孟子》、《孝經》、《禮記》、《莊子》、《孫子兵法》、《史記》、《資治通鑑》、《三國志》、《後漢書》等；日本的著作則有很多是尊王論的歷史名著，如會澤正志齋的《新論》、賴山陽的《日本外史》、本居宣長的《古事記傳》等。從教授的內容顯示出，吉田松陰是尊皇派，強調天皇的超然地位及萬民對皇權的歸順。而另外，他不同意幕府凌駕萬民，僭越天子而統治天下的狀況，認為萬民應在平等的情況下共同輔助皇權，對幕府的權威加以否定。

### 安政大獄及身故
繼1854年德川幕府對美國開國後，1858年幕府在大老井伊直弼的主持下，和美國、英國、法國、俄國、荷蘭簽訂通商條約，激起朝廷和討幕人士對幕府的不滿，松陰亦大肆指責幕府的外交政策。井伊直弼為遏止討幕的尊皇攘夷人士的攻擊，便派遣老中間部詮勝進入京都拘捕尊攘人士，身在長州藩的吉田松陰通過門下在江戶、長州藩、長崎以及由東北至九州全國各地的線眼掌握當日的情勢發展，並計劃暗殺間部詮勝，並敦促長州藩府起兵討幕。然而，長州藩當時無意公然反抗幕府，於是在安政五年（1858年）十二月便以蠱惑人心的罪名將吉田松陰拘捕，並在安政六年五月將之押解江戶傳馬町監獄（今 東京都中央區日本橋小傳馬町）。松陰對幕府坦白招供意圖暗殺間部的計劃，並敘述了自己尊王討幕的思想。安政六年十月二十七日上午，松陰在江戶傳馬町監獄中被問斬，終年29歲。
其辞世诗為：「吾今為国死，死不背君親。悠悠天地事，鑑照在明神。」

## 影响
吉田松阴於其《幽室文库》中说：「凡英雄豪杰之立事于天下，贻谋于万世，必先大其志，雄其略，察时势，审时机，先后缓急，先定之于内，操所张弛，徐应之于外。 …… 为今之计，不若谨疆域，严条约，以羈縻二虏（ “ 二虏 ” 似指英美两国 —— 引者注）。乘间垦虾夷，收琉球，取朝鲜，拉满洲，压支那，临印度，以张进取之势，以固退守之基。遂神功之所未遂，果丰国之所未果也。收满洲逼俄国，并朝鲜窥清国，取南洲袭印度。宜择三者之中易为者而先为之。此乃天下万世、代代相承之大业矣。」；類似內容翻譯可見其於獄中撰寫《幽囚錄》論保國之道云：「今急修武備，艦粗具、砲略足，則宜開墾蝦夷，封建諸侯，乘間奪取堪察加、鄂霍次克。諭琉球，朝覲會同，比內諸侯。責朝鮮納質奉貢如古盛時。北割滿洲之地，南收台灣、呂宋諸島，漸示進取之勢，然後愛民養士，慎守邊圍，則可謂善保國矣。」
日本在明治维新后，部份對外政策或有參考吉田松阴所规划的發展進路，仿照西方帝國列強，亦是成為日後大日本帝國的擴張主義和殖民主義、軍國主義定下根基。

## 評價
梁啟超認為吉田松陰應居明治維新的首功，因明治維新的主腦人物中，主力大都是薩摩藩、長州藩等西南雄藩的下級武士，而各藩中又以長州出身的最為有影響力，他們大都是松陰講學的門生，深受松陰的思想影響。因此倒幕運動及明治維新的思想引導很大程度可說是建基於吉田松陰的努力。
『日本維新之首功．西鄉乎．木戶乎．大久保乎．曰唯唯否否．伊藤乎．大隈乎．井上乎．後藤乎．板垣乎．曰唯唯否否．諸子皆以成為成者也．若以敗為成者．則吉田松陰其人是也．吉田諸先輩造其因而明治諸元勳收其果．無因則無果．故吉田輩當為功首也……傾幕府．成維新．長門藩士最有力焉．皆松陰之門人也．吾所謂敗於今而成於後．敗於己而成於人．正謂是也』

## 墓地及靈廟
在被處死刑後，松陰於鄰接的小塚原迴向院（現東京都荒川區）的墓地下葬；然而在文久3年（1863年）時，被高杉晉作等攘夷派人士們移葬現時的東京都世田谷區。墓碑現在仍殘留在迴向院的墓地。在明治15年（1882年），世田谷區墓地對出的大街建造了松陰神社。與此同時，在現今山口縣萩市，有一座在吉田松陰死後百日時建造的遺髮塚，現成為了該市的指定史蹟，萩市之中亦有另一座在明治23年（1890年）時興建的松陰神社。吉田松陰亦被供奉在靖國神社之內。

## 親屬
- 父親：杉百合之助（日语：杉常道）
- 母親：瀧
- 哥哥：梅太郎（日语：杉民治）
- 妹妹：芳子、壽、文（美和子）（日语：楫取美和子）
- 弟弟：敏三郎
- 姻親：楫取素彦（妹婿，壽之夫，壽死後，晚年再娶美和子）、久坂玄瑞（妹婿，美和子之夫）

## 著作
- 《讲孟余话》（日语：講孟箚記）
- 《幽囚录》
- 《留魂录》

## 文艺作品

### 小說
- 棲世之日（日语：世に棲む日日）（文藝春秋、司馬遼太郎著）
- 吉田松陰（學研、山岡莊八著）
- 小說吉田松陰（学陽書房、童門冬二（日语：童門冬二）著）

### 電視劇
- 高杉晉作（日语：高杉晋作 (テレビドラマ)）（1963年、ANB、演：田村高廣）
- 少年高杉晋作（1967年、NET、演：高橋昌也（日语：高橋昌也 (俳優)））
- 吉田松陰（日语：吉田松陰 (テレビドラマ)）（1969年、KTV、演：高橋幸治）
- 天皇的世紀（日语：天皇の世紀#第一部（テレビドラマ））（1971年、ABC、演：原田芳雄）
- 勝海舟（日语：勝海舟 (NHK大河ドラマ)）（1974年、NHK大河劇、演：石橋蓮司）
- 花神（日语：花神 (NHK大河ドラマ)）（1977年、NHK大河劇、演：篠田三郎）
- 風在燃燒（日语：風が燃えた）（1978年、TBS、演：加藤剛）
- 大奧（1968年、KTV、演：福本清三）
- 花之生涯 井伊大老與櫻田門（日语：花の生涯 井伊大老と桜田門）（1988年、TX、演：本田博太郎）
- 宛如炎光 吉田松陰（1991年、KRY、演：風間杜夫）
- 拜託龍馬了！（日语：竜馬におまかせ!）（1996年、NTV、演：小林隆）
- 德川慶喜（1998年、NHK大河劇、演：俊藤光利）
- 蒼天之夢（日语：世に棲む日日#蒼天の夢）（2000年、NHK、演：中村橋之助（日语：中村芝翫 (8代目)））
- 獄中花開（2010年、Thanks Lab、演：前田倫良）
- 龍馬傳（2010年、NHK大河劇、演：生瀨勝久）
- 鮮為人知的幕末志士：山田顯義物語（日语：知られざる幕末の志士 山田顕義物語）（2012年、MBS、演：合田雅吏）
- 向陽之樹（2012年、NHK、演：松本翔太郎）
- 八重之櫻（2013年、NHK大河劇、演：小栗旬）
- 花燃（2015年、NHK大河劇、演：伊勢谷友介）

### 漫畫
- 風雲兒們（潮出版社、みなもと太郎（日语：みなもと太郎）作）
- 銀魂（集英社、空知英秋作）

### 歌謠
- 吉田松陰（作詞：星野哲郎、作曲：浜口庫之助（日语：浜口庫之助）、歌：尾形大作）

### 浪曲
- 嗚呼吉田松陰（浪曲師：真山隼人、作：山下辰三・音樂：鈴木英明）

## 外部連結

### 中文網站
- 左永業 萩市行記 （页面存档备份，存于）
- 梁啟超在飲冰室文集中評吉田松陰 （页面存档备份，存于）

### 英文網站
- Robert Louis Stevenson on Yoshida Shoin (Yoshida Torajiro)Archive.today的存檔，存档日期2006-05-11.

### 日文網站
- 近代日本人の肖像(国立国会図書館)（页面存档备份，存于） - 近代デジタルライブラリーに収録されている著作が読める
- 松陰神社
- 吉田松陰墓所1 （页面存档备份，存于）
- 吉田松陰墓所2
- 吉田松陰経歴
- JOG(038) 欧米から見た日本の開国－吉田松陰 （页面存档备份，存于）
- 杉家について
- 吉田松陰の「父・叔父・兄への手紙｣
- 吉田松陰『留魂録』
- 吉田松陰.com（吉田松陰と松下村塾について）（页面存档备份，存于）
- 吉田松陰：慨士遺音，士規七則 （页面存档备份，存于）